# Fábiánsebestyén
Fábiánsebestyén är en ort i Ungern.   Den ligger i provinsen Csongrád-Csanád, i den centrala delen av landet, 140 km sydost om huvudstaden Budapest. Antalet invånare är 2 276.